# Annet de Plas
Pour les articles homonymes, voir de Plas et Plas.

Annet de Plas, mort en 1554 au Château des Plas, est un évêque français du XVIe siècle. Il est le fils d'Antoine de Plas et de Marie de Miramont.
Annet de Plas est d'abord conseiller au parlement de Bordeaux, puis au  Grand-Conseil après Jean, son frère. Il est abbé  de la   Couronne des bénédictins. En 1544 il est nommé évêque de Bazas, comme successeur de son frère Jean. il meurt en 1554 dans son manoir épiscopal dans le diocèse de Tulle.